# Paracaidista

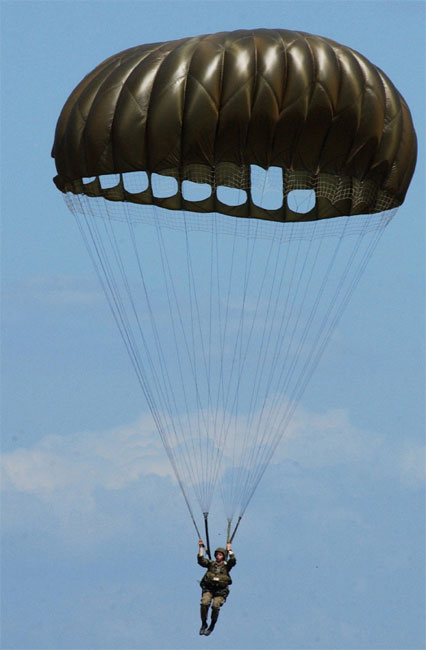
Paracaidista militar descendiendo en un paracaídas de la serie MC1.

Un paracaidista es todo aquel que por razones profesionales o deportivas salta con un paracaídas desde una aeronave en vuelo o de algún tipo de estructura o formación natural elevada.

## Paracaidista militar
Un paracaidista militar es un miembro de una organización militar entrenado para saltar en paracaídas sobre un objetivo. Su misión es casi siempre el traslado de soldados o personal especializado a un lugar específico.

## Bomberos paracaidistas
Los bomberos paracaidistas son bomberos forestales equipados y capacitados para saltar en paracaídas en zonas agrestes de difícil acceso para atacar de manera rápida incendios forestales incipientes, para poder extinguirlos o mantenerlos bajo control mientras los bomberos terrestres llegan al lugar. En los países de habla inglesa se les conoce como smokejumpers.

## Paracaidistas de rescate
Los paracaidistas de rescate emplean este medio para llegar de manera temprana a zonas de difícil acceso para prestar la atención primaria y en su caso, coordinar las labores de evacuación de las víctimas de accidentes o desastres naturales. Aunque normalmente son parte de las fuerzas armadas como los Pararescue de los Estados Unidos o los SAR Tech de Canadá, también existen grupos de rescate civiles.

## Paracaidistas deportivos

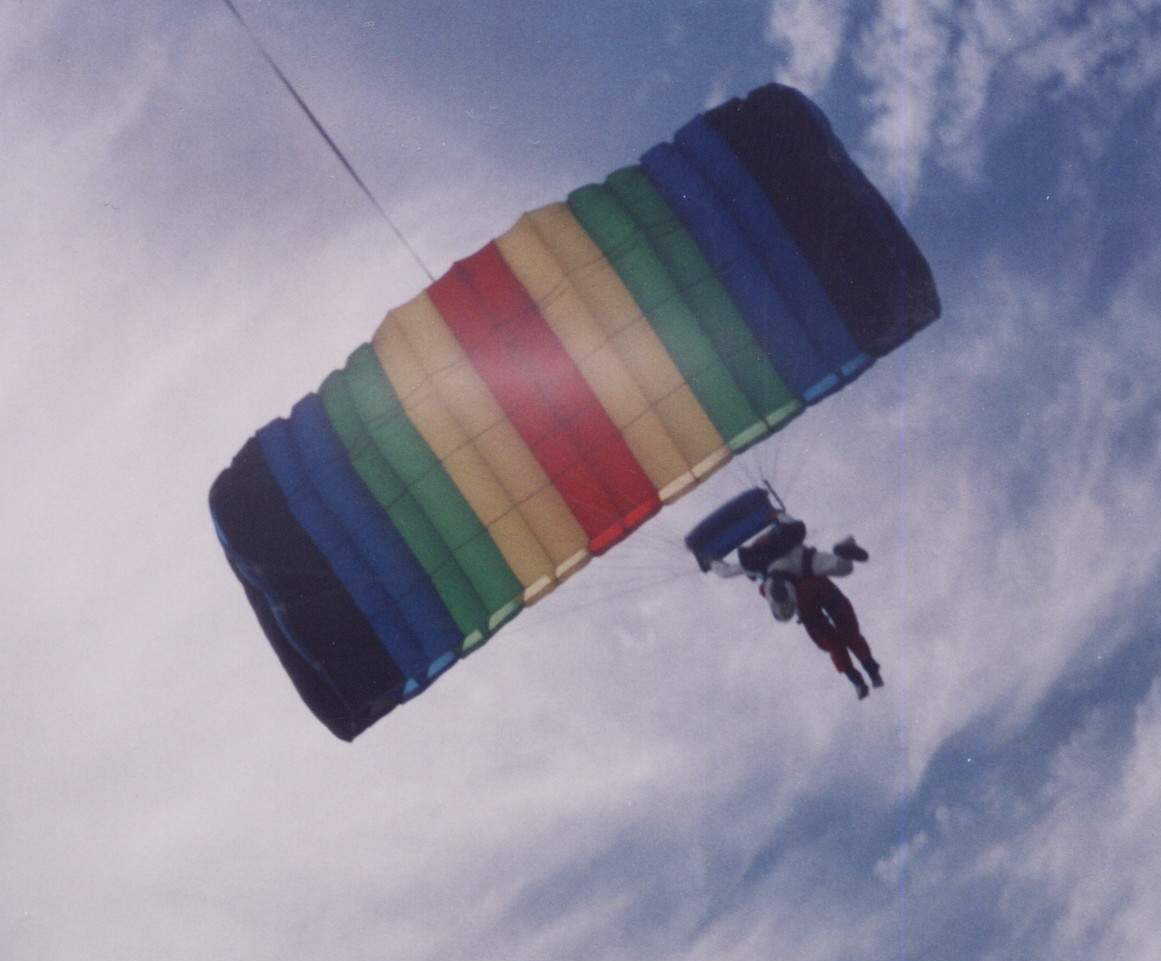
Paracaidistas deportivos en tándem.

Son todos aquellos individuos que practican la actividad en cualquiera de sus modalidades con fines recreativos o de competencia. Casi siempre están adscritos a clubes, asociaciones y/o federaciones, siendo la Federación Aeronáutica Internacional el principal ente internacional regulador.